# NGC 6597
NGC 6597 ist eine elliptische Galaxie vom Hubble-Typ E? im Sternbild Draco am Nordsternhimmel. Sie ist schätzungsweise 380 Millionen Lichtjahre von der Milchstraße entfernt und hat einen Durchmesser von etwa 90.000 Lj.
Im selben Himmelsareal befinden sich u. a. die Galaxien NGC 6594, NGC 6601, NGC 6607, NGC 6608.
Das Objekt wurde am 14. Juni 1885 vom US-amerikanischen Astronomen Lewis Swift entdeckt.